# Hamilton Jobson
Pour les articles homonymes, voir Jobson.
Hamilton Jobson, né le 3 avril 1914 et décédé en 1981, est un auteur britannique de roman policier. Il a également signé un titre du pseudonyme William Strathern.

## Biographie
Après ses études, il exerce divers petits métiers, dont agent d'assurances, avant d'entrer en 1938 dans le corps de police de la station balnéaire de Southend-on-Sea dans l'Essex. Pendant la Seconde Guerre mondiale, il sert dans la Royal Air Force. Démobilisé, il retourne dans la police et, pendant trente ans, s'élève dans la hiérarchie jusqu'à devenir inspecteur divisionnaire. Il reçoit pendant sa carrière neuf citations pour avoir réussi à résoudre des affaires criminelles ayant mené à l'arrestation des coupables.
Il amorce sa carrière d'auteur de roman policier avec Therefore I Killed Him en 1968. L'année suivante paraît le premier titre de la série des quatorze enquêtes de l'inspecteur Matt Anders. Appartenant au genre de la procédure policière, les romans de ce cycle offrent la singularité de varier constamment leurs intrigues, reléguant parfois Anders à titre de simple personnage secondaire. Retour de bâton (1970), par exemple, met l'accent sur un ancien détenu qui, une fois sa peine purgée, tente en vain de refaire sa vie en raison de la rancune tenace d'un malfrat.

## Œuvre

### Romans

#### SérieInspecteur Matt Anders
- Smile and Be a Villain (1969)
- Naked to My Enemy (1970) Publié en français sous le titre Retour de bâton, Paris, Librairie des Champs-Élysées, Le Masque no 1152, 1971
- The Silent Cry (1983) Publié en français sous le titre Au creux de la vague, Paris, Librairie des Champs-Élysées, Le Masque no 1182, 1971
- House with Blind Eyes (1971)
- The Shadow That Caught Fire (1972) Publié en français sous le titre Une ombre à la fenêtre, Paris, Librairie des Champs-Élysées, Le Masque no 1234, 1972
- The Sand Pit (1972)
- Contract with a Killer (1973)
- The Evidence You Will Hear (1975)
- Waiting for Thursday (1977)
- Judge Me Tomorrow (1978)
- To Die a Little (1978)
- Exit to Violence (1993) Publié en français sous le titre Tournant dangereux, Paris, Librairie des Champs-Élysées, Le Masque no 1666, 1982
- Don’t Tell the Press (1981) Publié en français sous le titre Pas un mot aux journaux, Paris, Librairie des Champs-Élysées, Le Masque no 1763, 1984
- Sleeping Tiger (1982)

#### Autre roman
- Therefore I Killed Him (1968)

#### Autre roman signé William Strathern
- Don’t Look for Me I’m Dead (1981)

## Sources
- Jacques Baudou et Jean-Jacques Schleret, Le Vrai Visage du Masque, vol. 1, Paris, Futuropolis, 1984, 476 p. (OCLC 311506692), p. 257.